# デイビッド・マースデン
デイビッド・マースデン（David W. Marsden、1948年4月5日 - ）は、アメリカ合衆国バージニア州アレクサンドリアの上院議員であり、政治家。デイブ・マースデンとも。民主党員。

## 略歴
1970年Randolph-Macon College卒。政治活動を始める前は、フェアファックス（Fairfax）郡少年拘置所のトップを1999年まで17年間努めていた。
2010年1月12日、マースデンは選挙で共和党候補のスティーブ・ハント（Steve Hunt）に勝利し、翌日就任宣誓し上院議員となった。

## 日本海・東海併記法案
2012年1月11日マースデンはバージニア州で発行される公立学校の教科書に記載される日本海の名称に、Sea of JapanとEast Sea（東海）を併記する「併記法案」を提出。これに対して同州上院教育保険委員会では16日に、委員長と保留意思を表明の議員1人を除き、議員3人が賛成意思を表示した。なお同法案がバージニア州で成立するためには、上院・下院後に州知事の承認手続きを経る必要がある。